# Lupinus uleanus
Lupinus uleanus är en ärtväxtart som beskrevs av Charles Piper Smith. Lupinus uleanus ingår i släktet lupiner, och familjen ärtväxter. Inga underarter finns listade i Catalogue of Life.